# Ligue européenne masculine de volley-ball 2016
Navigation
2015 2017
La 14e Ligue européenne de volley-ball se déroule du 3 juin au 2 juillet.

## Équipes participantes
- Albanie
- Autriche
- Biélorussie
- Bulgarie
- Danemark
- Estonie
- Luxembourg
- Macédoine du Nord

## Tour préliminaire

### Composition des groupes
| Groupe A                                    | Groupe B                                |
| ------------------------------------------- | --------------------------------------- |
| Albanie Bulgarie Danemark Macédoine du Nord | Autriche Biélorussie Estonie Luxembourg |

### Groupe A
| # | Équipe            | Pts | J | G | Gt | Pt | P | Sp | Sc | Ratio | Pp  | Pc  | Ratio |
| 1 | Macédoine du Nord | 16  | 6 | 4 | 2  | 0  | 0 | 18 | 6  | 3     | 562 | 525 | 1.07  |
| 1 | Bulgarie          | 11  | 6 | 3 | 1  | 0  | 2 | 14 | 9  | 1.556 | 552 | 489 | 1.129 |
| 1 | Danemark          | 8   | 6 | 2 | 0  | 2  | 2 | 11 | 12 | 0.917 | 518 | 513 | 1.01  |
| 1 | Albanie           | 1   | 6 | 0 | 0  | 1  | 5 | 2  | 18 | 0.111 | 378 | 483 | 0.783 |

#### Semaine 1
- Lieu :  Palais de la Culture et des Sports (Varna), Varna, Bulgarie

#### Semaine 2
- Lieu :  Centre sportif Boris-Trajkovski, Skopje, Macédoine

### Groupe B
| # | Équipe      | Pts | J | G | Gt | Pt | P | Sp | Sc | Ratio | Pp  | Pc  | Ratio |
| 1 | Estonie     | 17  | 6 | 5 | 1  | 0  | 0 | 18 | 5  | 3.6   | 571 | 474 | 1.205 |
| 2 | Autriche    | 12  | 6 | 4 | 0  | 0  | 2 | 14 | 8  | 1.75  | 533 | 515 | 1.035 |
| 3 | Biélorussie | 7   | 6 | 2 | 0  | 1  | 3 | 10 | 12 | 0.833 | 491 | 503 | 0.976 |
| 4 | Luxembourg  | 0   | 6 | 0 | 0  | 0  | 6 | 1  | 18 | 0.056 | 372 | 475 | 0.783 |

#### Semaine 1
- Lieu :  Sporthalle, Enns, Autriche

#### Semaine 2
- Lieu :  Rakvere Spordihall, Rakvere, Estonie

## Phase finale
Les meilleures équipes de chaque groupe ainsi que le meilleur second sont qualifiés pour le final four. Le quatrième participant est l'organisateur du tournoi.
Les équipes qualifiées
- Bulgarie (Hôte)
- Autriche
- Estonie
- Macédoine du Nord

La phase finale se disputera du 1er juillet au 2 juillet au Bulgarie.
|  | Demi-finales      | Demi-finales |                        |   | Finale    | Finale    |
|  | Demi-finales      | Demi-finales |                        |   | Finale    | Finale    |
|  |                   |              |                        |   |           |           |
|  | 1 juillet         | 1 juillet    |                        |   | 2 juillet | 2 juillet |
|  | 1 juillet         | 1 juillet    |                        |   | 2 juillet | 2 juillet |
|  | Macédoine du Nord | 3            |                        |   | 2 juillet | 2 juillet |
|  | Macédoine du Nord | 3            |                        |   | 2 juillet | 2 juillet |
|  | Autriche          | 2            |                        |   | 2 juillet | 2 juillet |
|  | Autriche          | 2            | Macédoine du Nord      | 0 |           |           |
|  | 1 juillet         |              | Macédoine du Nord      | 0 |           |           |
|  |                   | Estonie      | 3                      |   |           |           |
|  | Estonie           | Estonie      | 3                      | 3 |           |           |
|  | Estonie           |              |                        | 3 |           |           |
|  | Bulgarie          | 2            |                        |   |           |           |
|  | Bulgarie          | 2            | Match pour la 3e place |   |           |           |
|  |                   |              |                        |   |           |           |
|  | 2 juillet         |              |                        |   |           |           |
|  |                   |              |                        |   |           |           |
|  | Autriche          | 3            |                        |   |           |           |
|  | Autriche          | 3            |                        |   |           |           |
|  | Bulgarie          | 0            |                        |   |           |           |
|  | Bulgarie          | 0            |                        |   |           |           |

## Classement final
| Place              | Équipe            |
| ------------------ | ----------------- |
| Médaille d'or      | Estonie           |
| Médaille d'argent  | Macédoine du Nord |
| Médaille de bronze | Autriche          |
| 4                  | Bulgarie          |
| 5                  | Danemark          |
| 6                  | Biélorussie       |
| 7                  | Albanie           |
| 8                  | Luxembourg        |

|  | Qualifié pour la Ligue mondiale 2017 |

| Champion 2016 de la Ligue Européenne |
| ------------------------------------ |
| Estonie 1er titre                    |

| Liste des 14 joueurs                                                                                              |
| Pupart, Kreek, K. Toobal, Teppan, Allik, Täht, Losnikov, Venno, A. Toobal, Rikberg, Tammemaa, Tamme, Aganits, Soo |
| Entraîneur |
| Crețu |

## Distinctions individuelles
| - MVP Robert Täht - Meilleur passeur Kert Toobal - Meilleur réceptionneur-attaquant Robert Täht Alexander Berger | - Meilleur central Svetoslav Gotsev Peter Wohlfahrtstätter - Meilleur attaquant Nikola Gjorgiev - Meilleur libero Rait Rikberg |